# Vartop Point
Der Vartop Point (englisch; bulgarisch нос Въртоп nos Wartop) ist eine Landspitze im Nordosten der Magnier-Halbinsel an der Graham-Küste des Grahamlands auf der Antarktischen Halbinsel. Sie markiert 3,85 km südöstlich des Paragon Point, 5,18 km südwestlich des Eijkman Point und 3,8 km nordwestlich des Krasava Point die nordwestliche Begrenzung der Einfahrt zur Finaeus Cove.
Britische Wissenschaftler kartierten sie 1971. Die bulgarische Kommission für Antarktische Geographische Namen benannte sie 2013 nach der Ortschaft Wartop im Nordwesten Bulgariens.